# Hlaváčkova Lhota
Hlaváčkova Lhota je osada, část obce Ješetice v okrese Benešov. Nachází se asi 1 km na sever od Ješetic. V roce 2009 zde bylo evidováno 5 adres.
Hlaváčkova Lhota leží v katastrálním území Ješetice o výměře 7,24 km².

## Historie
První písemná zmínka o vesnici pochází z roku 1543.

## Další fotografie

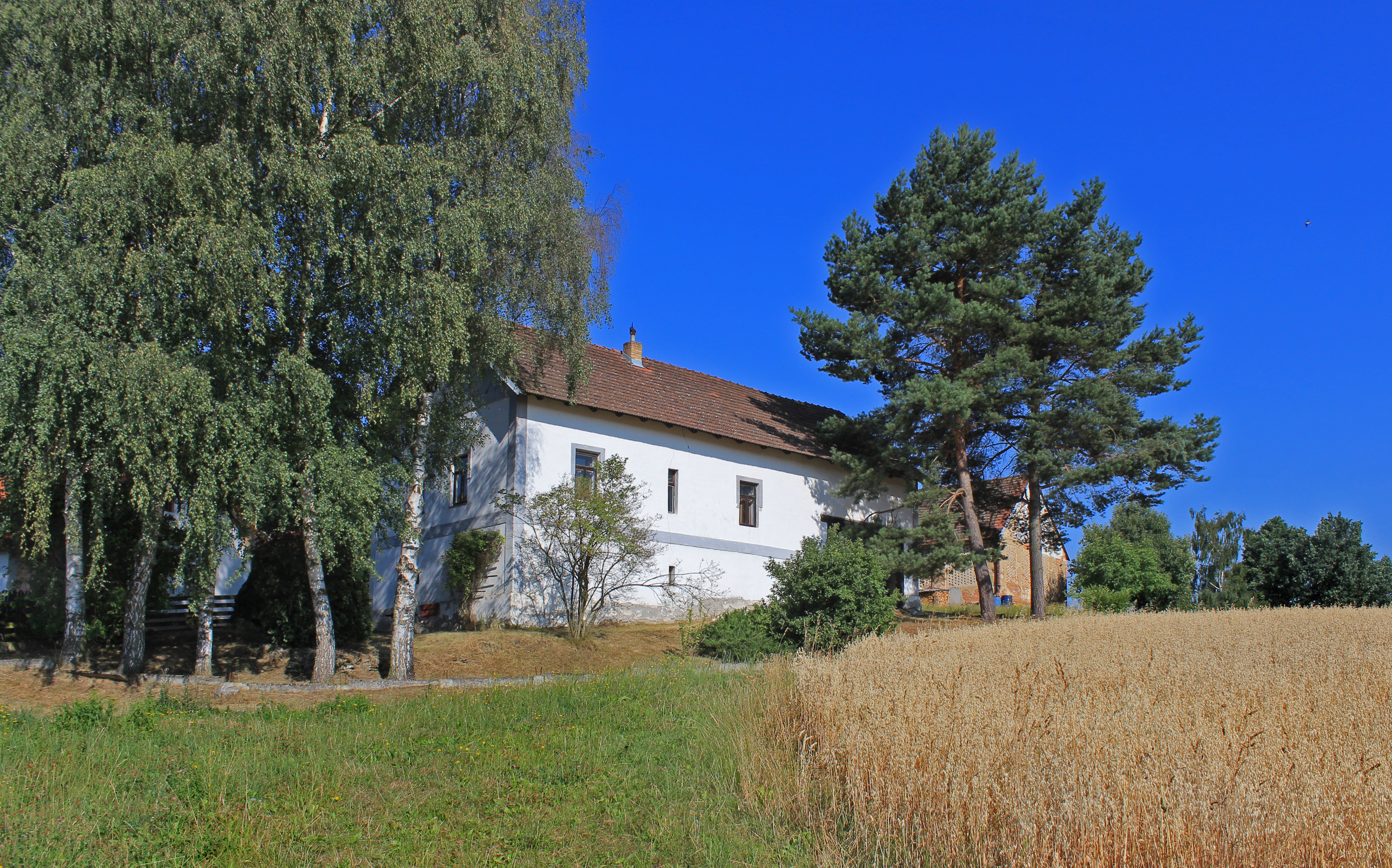
Dům čp. 2
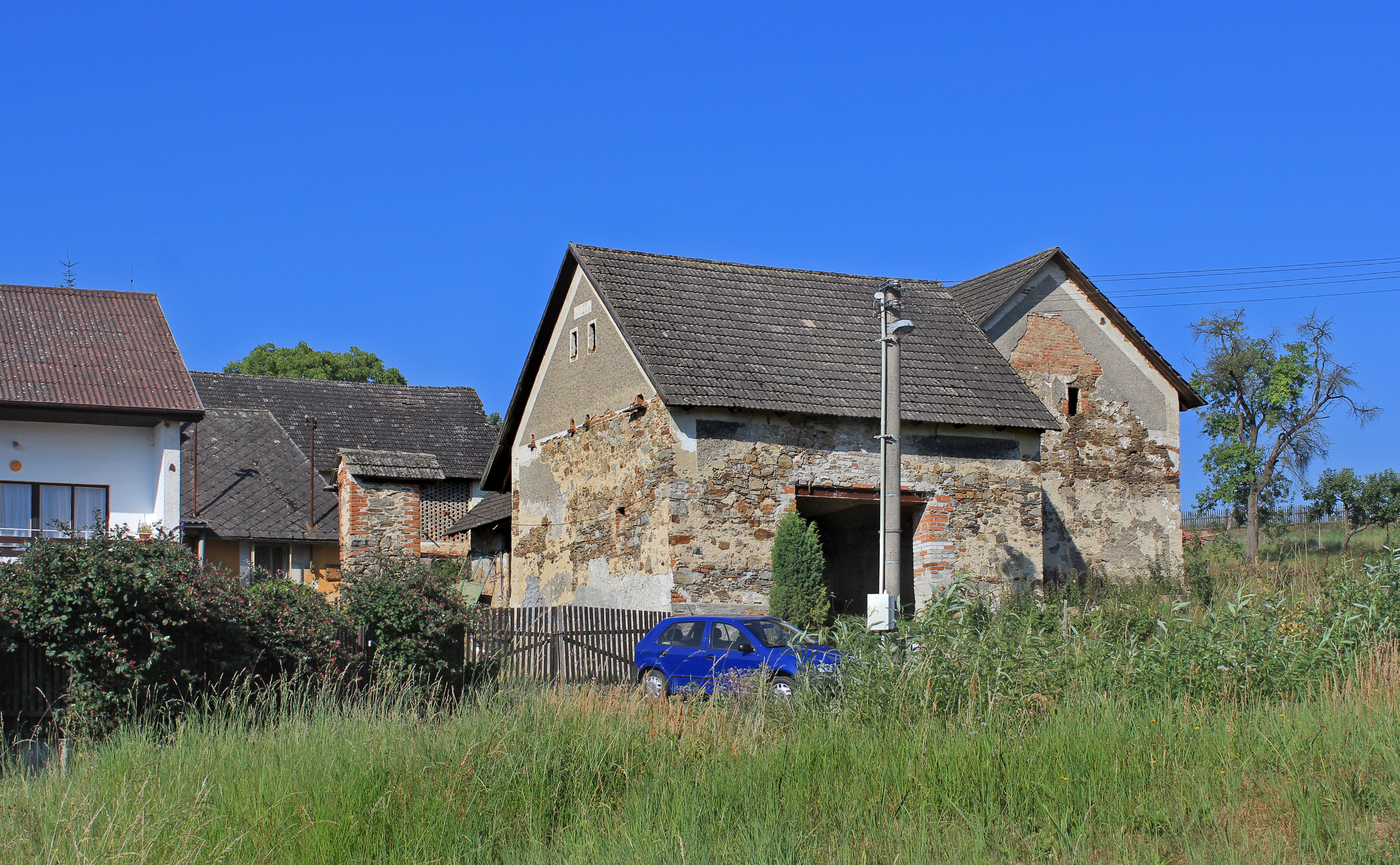
Rozpadající se stodola domu čp. 2
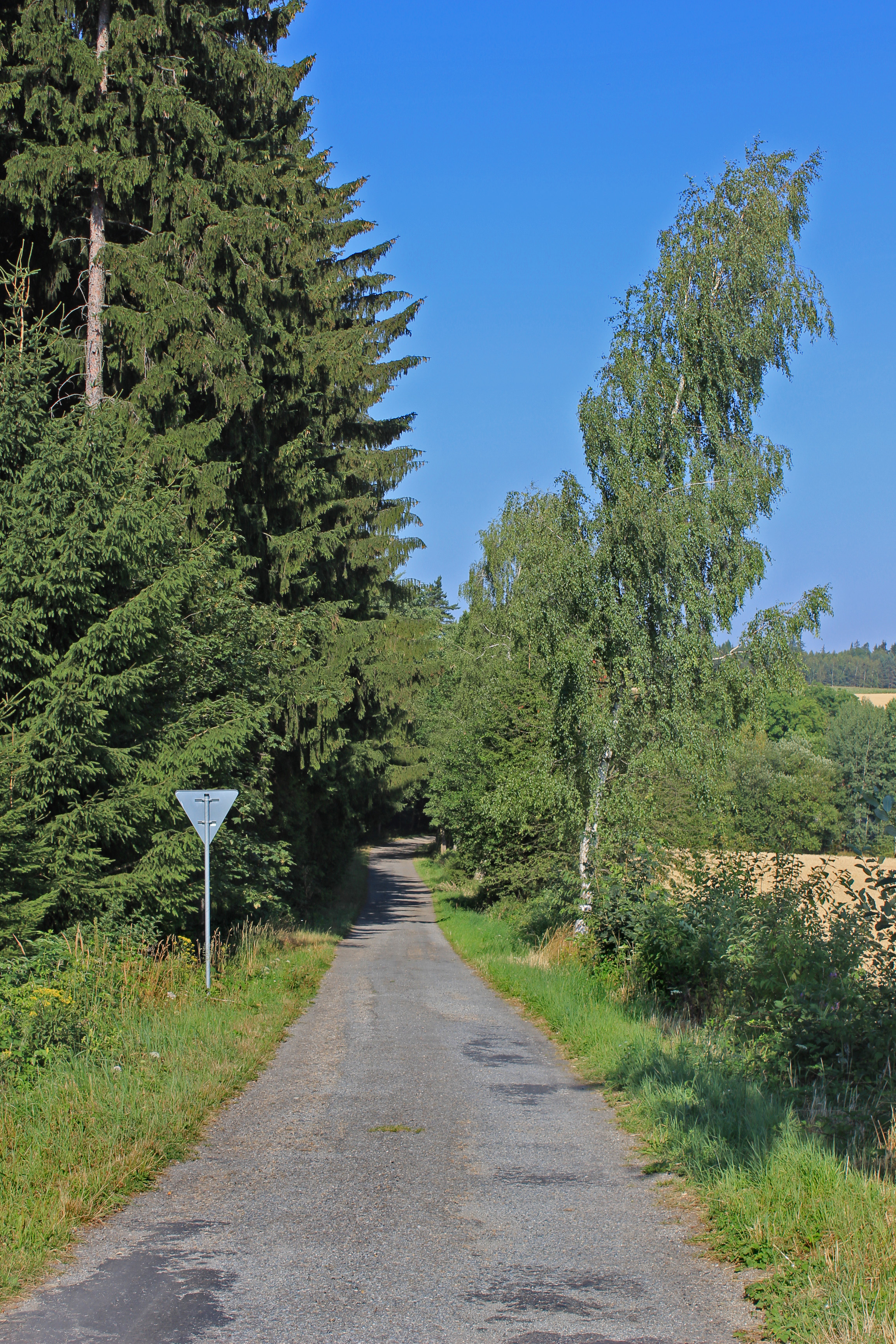
Příjezdová silnice k vesnici